# Gustav Batereau
Gustav Batereau (* 23. August 1908 in Leipzig; † 19. April 1974 in Weimar) war ein deutscher Bauingenieur, Hochschullehrer und von 1957 bis 1963 Rektor der Hochschule für Architektur und Bauwesen Weimar.

## Leben
Der Sohn eines Juristen Gustav Batereau besuchte von 1915 bis 1928 die Höhere Bürgerschule und die Petrischule in Leipzig und schloss diese mit dem Abitur ab. Von 1928 bis 1931 studierte er Bauingenieurwesen in der Abteilung Stahlbau und Schweißen der Technischen Hochschule Dresden. 1932 bestand er die Diplom-Hauptprüfung.
1926 war Batereau in die KPD eingetreten und war bis 1933 Mitglied der Roten Hilfe und einer sozialistischen Studentengruppe. Von 1928 bis 1932 war er in der Gewerkschaft Bund der Techniker, Angestellten und Beamten (Butab) organisiert und dort Zellenleiter und Kassierer in Dresden.
Von 1933 bis 1945 arbeitete Batereau als Konstrukteur und Statiker bei der Firma Eisenhochbau Grohmann & Frosch in Leipzig und war als Ingenieur in der Industrie vom Militärdienst im Zweiten Weltkrieg zurückgestellt. Von 1936 bis 1940 absolvierte er Fachkurse in Schweißtechnik und arbeitete für die Deutsche Arbeitsfront in Leipzig. Von 1940 bis 1942 war er kurzzeitig als Sachverständiger in Nordfrankreich, Paris und in Belgien.
Nach eigenen Angaben war er wegen seiner Kritik an den Zuständen im Dritten Reich für einige Zeit inhaftiert.
Nach Kriegsende wurde Batereau Statiker im Bauamt der Stadt Leipzig und anschließend bis März 1947 Treuhänder und Direktor bei Grohmann & Frosch. 1946 trat Batereau in die SED ein. Von 1947 bis 1949 arbeitete er selbständig und war nebenberuflich Dozent beim Rat der Stadt Leipzig. Von April 1949 bis März 1951 war er Dozent und ab Juni 1950 kommissarischer Leiter der Ingenieurschule für Bauwesen Leipzig.
Ab 1950 war Batereau für den Leipziger Betrieb der VVB Industrie-Entwurf Berlin tätig und wurde dort 1951 Direktor und war mit der Herstellung von Stahlbaukonstruktionen für das Raffineriekraftwerk Leuna befasst. 
Am 1. Juli 1955 wurde Batereau Professor mit Lehrauftrag und erhielt den Lehrstuhl für Festigkeitslehre und Stahlbau an der Hochschule für Architektur und Baukunst Weimar und war von Juni 1957 bis 1963 als Nachfolger von Otto Englberger deren Rektor. 1963 wurde er mit dem Vaterländischen Verdienstorden in Bronze ausgezeichnet. 1969 wurde er aus gesundheitlichen Gründen emeritiert und verstarb 1974 in Weimar.